# Ambrose (Geòrgia)
Ambrose és una població dels Estats Units a l'estat de Geòrgia. Segons el cens del 2000 tenia 320 habitants.

## Demografia
Segons el cens del 2000, Ambrose tenia 320 habitants, 129 habitatges, i 74 famílies. La densitat de població era de 40,2 habitants per km².
Dels 129 habitatges en un 29,5% hi vivien nens de menys de 18 anys, en un 42,6% hi vivien parelles casades, en un 10,9% dones solteres, i en un 41,9% no eren unitats familiars. En el 32,6% dels habitatges hi vivien persones soles l'11,6% de les quals corresponia a persones de 65 anys o més que vivien soles. El nombre mitjà de persones vivint en cada habitatge era de 2,48 i el nombre mitjà de persones que vivien en cada família era de 3,19.
Per edats la població es repartia de la següent manera: un 26,3% tenia menys de 18 anys, un 11,9% entre 18 i 24, un 28,4% entre 25 i 44, un 23,8% de 45 a 60 i un 9,7% 65 anys o més.
L'edat mediana era de 32 anys. Per cada 100 dones de 18 o més anys hi havia 100 homes.
La renda mediana per habitatge era de 22.206 $ i la renda mediana per família de 26.250 $. Els homes tenien una renda mediana de 21.000 $ mentre que les dones 20.000 $. La renda per capita de la població era d'11.684 $. Entorn del 16,7% de les famílies i el 23,3% de la població estaven per davall del llindar de pobresa.

## Poblacions més properes
El següent diagrama mostra les poblacions més properes.